# جوناتان یاکوبوویچ
جوناتان یاکوبوویچ (لهستانی: Jonathan Jakubowicz؛ زادهٔ ۱۹۷۸) کارگردان فیلم و فیلم‌نامه‌نویس لهستانی‌تبار اهل ونزوئلا است.
وی کارگردان فیلم‌هایی همچون آدم‌ربایی سریع‌السیر و مقاومت بوده‌است.